# Joe le taxi
Joe le taxi is een single van Vanessa Paradis uit 1987.
Deze single kwam in korte tijd in de top van de hitparade in Frankrijk (nummer-1) en in Groot-Brittannië. Er werden 1,3 miljoen exemplaren verkocht in Frankrijk en 3,2 miljoen exemplaren wereldwijd, wat bijzonder is voor een Franstalige hit. Kenmerkend in de muziek is de  saxofoonklank. Het nummer werd geschreven door Étienne Roda-Gil en gaat over een taxichauffeur die naar mambo muziek luistert in zijn auto. Franck Langolff componeerde en produceerde het nummer.

## Hitnoteringen

### BelgischeUltratop 40 (Vlaanderen)
| Hitnotering: 12-09-1987 t/m 31-10-1987 |    |    |    |    |    |    |    |    |     |
| Week:                                  | 37 | 38 | 39 | 40 | 41 | 42 | 43 | 44 |     |
| -------------------------------------- | -- | -- | -- | -- | -- | -- | -- | -- | --- |
| Positie:                               | 18 | 12 | 9  | 9  | 8  | 10 | 17 | 27 | uit |

### Nederlandse Top 40
| Hitnotering: 19-09-1987 t/m 17-10-1987 | Hitnotering: 19-09-1987 t/m 17-10-1987 | Hitnotering: 19-09-1987 t/m 17-10-1987 | Hitnotering: 19-09-1987 t/m 17-10-1987 | Hitnotering: 19-09-1987 t/m 17-10-1987 | Hitnotering: 19-09-1987 t/m 17-10-1987 | Hitnotering: 19-09-1987 t/m 17-10-1987 |
| Week:                                  | 38                                     | 39                                     | 40                                     | 41                                     | 42                                     |                                        |
| -------------------------------------- | -------------------------------------- | -------------------------------------- | -------------------------------------- | -------------------------------------- | -------------------------------------- | -------------------------------------- |
| Positie:                               | 39                                     | 27                                     | 24                                     | 23                                     | 33                                     | uit                                    |

### NederlandseSingle Top 100
| Hitnotering: 05-09-1987 t/m 31-10-1987 |    |    |    |    |    |    |    |    |    |     |
| Week:                                  | 36 | 37 | 38 | 39 | 40 | 41 | 42 | 43 | 44 |     |
| -------------------------------------- | -- | -- | -- | -- | -- | -- | -- | -- | -- | --- |
| Positie:                               | 72 | 54 | 41 | 30 | 26 | 25 | 30 | 46 | 64 | uit |